# ارنستو مونتا

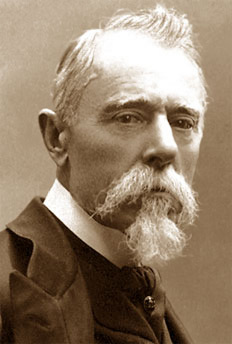
ارنستو مونتا.

ارنستو تئودورو مونتا (به ایتالیایی: Ernesto Teodoro Moneta) (زاده ۲۰ سپتامبر ۱۸۳۳ - درگذشته ۱۰ فوریه ۱۹۱۸) روزنامه‌نگار، ملی‌گرا، سرباز انقلابی و فعال صلح‌طلب اهل ایتالیا و برنده جایزه صلح نوبل می‌باشد.